# Die Höhlen von Androzani
Die Höhlen von Androzani (The Caves of Androzani) ist der 135. Handlungsstrang der britischen Science-Fiction-Fernsehserie Doctor Who. Er besteht aus 4 Episoden, die zwischen dem 8. März 1984 und dem 16. März 1984 ausgestrahlt wurden.

## Handlung
Der Doktor und seine Begleiterin Peri landen auf dem Planeten Androzani Minor, wo sie direkt beginnen, das unterirdische Minennetzwerk zu erforschen. Nachdem sie mit einer klebrigen Masse in den Höhlen in Kontakt kommen, werden die beiden von General Chellak gefangen genommen, der die beiden für Spione der Waffenschmuggler hält, die sich schon seit längerem in den Höhlen aufhalten und sich regelmäßig mit Sharaz Jek treffen.
In den Minen wird die Droge Spectrox abgebaut, die dafür sorgt, die Lebensdauer eines jeden zu verlängern, der sie einnimmt. Chellak ist der Anführer einer Gruppe von Minenarbeitern, die die Droge abbauen möchte, doch werden sie regelmäßig von den Androidenkriegern von Sharaz Jek davon abgehalten, da dieser die Droge selbst zu hohen Preisen, oder Waffen, am Schwarzmarkt verkaufen will.
Da weder der Doktor noch Peri ihre Unschuld beweisen können, sollen die beiden hingerichtet werden, doch wurden die beiden noch vor der Hinrichtung durch Androidenkopien ausgetauscht und in das Versteck von Sharaz Jek gebracht. Dort angekommen, bemerken die beiden, dass ihre Gesundheit langsam schwindet, was an einer Vergiftung liegt, als die Zwei mit unverarbeiteten Spectrox (die klebrige Masse) in Kontakt kamen und beide schlussendlich daran sterben werden. Das einzige Gegenmittel ist die Milch einer in den Minen lebenden Fledermaus-Königin, welche sich durch die Minenarbeiten aber in die tiefsten Bereiche des Netzwerkes zurückgezogen haben und kaum auffindbar sind.
Der Doktor und Peri schaffen es mithilfe des Gefangenen Salateen zu flüchten, doch werden in den Minen voneinander getrennt. Während Peri und Salateen es zurück zu Chellaks Basis finden, wird der Doktor von Waffenschmugglern, die im Auftrag von Morgus, des größten Industriellen des Planeten Androzani Major, Waffen gegen Spectrox tauschen, gefangen genommen und soll zu Morgus gebracht werden. Doch der Doktor kann sich aus seiner Gefangenschaft befreien und in die tiefsten Höhlen des Minennetzwerks entkommen und die Milch einer Fledermaus-Königin sicherstellen.
Zur selben Zeit verschlechtert sich Peris Gesundheit zunehmend und wird abermals von Sharaz Jek, durch einen Geheimgang in Chellaks Basis, entführt und in seinen Unterschlupf gebracht. Salateen und Chellak führen derweilen einen Angriff auf Sharaz Jeks Basis aus, werden aber durch dessen Androiden-Armee fast komplett ausgelöscht. Noch bevor der Doktor zu Peris Rettung kommen kann, wird Sharaz Jek, in einem stark geschwächten Zustand, von den Waffenschmugglern und Morgus angegriffen und tödlich verwundet.
Der Doktor schafft es, Peri aus Sharaz Jeks Basis zu retten und flüchtet mit ihr in seine TARDIS, flößt ihr das Gegenmittel ein und muss nun selbst mit den Auswirkungen der Vergiftung kämpfen, bevor er schlussendlich regeneriert.

## Produktion
Der Arbeitstitel der Geschichte lautete Chain Reaction (zu deutsch Kettenreaktion) und war nach 6 Jahren die erste Geschichte die der ehemalige Script Editor der Serie Robert Holmes geschrieben hat, da Produzent John Nathan-Turner nur an neuen Autoren festhalten wollte.

Während der Regeneration des Doktors treten nochmal alle seine ehemaligen Begleiter des fünften Doktors sowie Serienschurke der Master auf. Janet Fielding (Tegan), Mark Strickson (Turlought), Gerald Flood (Stimme von Kamelion) und Anthony Ainley (Master) waren alle vertraglich verpflichtet in der Geschichte aufzutauchen, da sie in anderen Folgen der 21. Staffel einen Auftritt hatten. Der Auftritt von Matthew Waterhouse und Sarah Sutton mussten jedoch erneut verhandelt werden, da sie die Serie bereits in der 19. bzw. 20. Staffel verließen.

## Einschaltquoten
1. The Caves of Androzani – Part 1 – 6,9 Millionen Zuschauer
2. The Caves of Androzani – Part 2 – 6,6 Millionen Zuschauer
3. The Caves of Androzani – Part 3 – 7,8 Millionen Zuschauer
4. The Caves of Androzani – Part 4 – 7,8 Millionen Zuschauer

## Veröffentlichung
In England wurde eine Romanversion, geschrieben von Terrance Dicks, der Geschichte im November 1984 durch Target Books veröffentlicht. Erst am 18. Juni 2001 erschienen die 4 Folgen zum ersten Mal in England auf DVD, bot aber neben einem Audiokommentar von Graeme Harper, Peter Davison und Nicola Bryant kein Bonusmaterial. Erst am 4. Oktober 2010 erschien eine Special Edition DVD mit einer zweiten Disk mit zusätzlichen Dokumentation zur Entstehung der Geschichte, Extended Scenes uvm. in England.

In Deutschland wurde die Geschichte zum ersten Mal am 25. August 2017 auf DVD veröffentlicht. Hierfür wurde extra eine deutsche Synchronfassung produziert, da die 4 Folgen nie im deutschen Fernsehen ausgestrahlt wurden.

## Synchronisation
Die Synchronisation der Geschichte übernahm die Metz-Neun Synchron Studio- und Verlags GmbH. Manuel Karakas zeichnete für das Dialogbuch verantwortlich und führte auch Dialogregie.
| Rolle                     | Schauspieler      | Synchronsprecher     |
| ------------------------- | ----------------- | -------------------- |
| Der (5.) Doktor           | Peter Davison     | Michael Schwarzmaier |
| Der (6.) Doktor           | Colin Baker       | Michael Schwarzmaier |
| Perpugilliam „Peri“ Brown | Nicola Bryant     | Maria Böhme          |
| Sharaz Jek                | Christopher Gable | Wolff von Lindenau   |
| Morgus                    | John Normington   | Gordon Piedesack     |
| Major Salateen            | Robert Glenister  | Peter Lehn           |
| Stotz                     | Maurice Roëves    | Michael-Che Koch     |
| General Chellak           | Martin Cochrane   | Dirk Hardegen        |
| Krelper                   | Roy Holder        | Sascha Nathan        |
| Timmin                    | Barbara Kinghorn  | Monika Müller Heusch |
| Präsident                 | David Neal        | Aart Veder           |